# Alexandre Stuart (1er comte de Buchan)
Pour les articles homonymes, voir Alexandre Stuart et Stuart.
Alexandre Stuart (né vers 1343/1345 - mort en 1405) surnommé Le Loup de Badenoch, membre de la famille royale écossaise du XIVe siècle qui fut : seigneur de Badenoch , 1er comte de Buchan (2e création ) et seigneur du comté de Ross.

## Biographie

### Origine
Alexandre Stuart 1er comte de Buchan surnommé le Loup de Badenoch (anglais The Wolf of Badenoch) est le 4e fils de Robert Stuart 7e Grand Steward d'Écosse, futur roi Robert II d'Écosse, et le benjamin de ceux nés de sa première union avec Élisabeth Muir de Rowallan.

### Seigneur de Badenoch
Comme son surnom l'indique, la base du pouvoir d'Alexandre Stuart est constituée par la seigneurie de Badenoch située la partie ouest des Monts Grampians juste au nord du défilé de Drumochter Pass. Ce domaine est dans les mains de son père dès la décennie 1360 à la fin de laquelle Alexandre est chargé de facto de gouverner la seigneurie. Ses activités sont à l'origine de son incarcération par le roi David II d'Écosse au début de 1369, sans doute lié à un effort du pouvoir royal d'imposer son autorité dans les  Highlands entre Badenoch et le comté de Ross. Lorsque son père devient roi en 1371 la situation d'Alexandre est officialisée le 30 mars 1371 par l'investiture  de la seigneurie de Badenoch avec le château et la forêt de Lochindorb en Strathspey.
L'objectif politique du roi Robert II est bien entendu d'avoir un seigneur loyal chargé du contrôle de la partie centrale-nord des Highlands, une région qui au cours des deux siècles écoulés fut la clef du contrôle royal sur  l'Écosse du nord. Alexandre est en ce sens le successeur de la famille Comyn de Badenoch et de Thomas Randolph, le 1er comte de Moray nommé par le roi Robert Ier. Bien que  Badenoch et Lochindorb aient constitué une partie du comté de Moray créé pour les Randolph , Alexandre ne reçoit pas le comté en lui-même, ce qu'il espérait sans doute: une partie de celui-ci la baronnie d'Urquhart, à l'ouest du Loch Ness, revient à son demi-frère David, pendant qu'un arrangement politique de Robert II confie le reste, principalement le long des rives du Moray Firth, à un descendant des Randolph en ligne féminine, John Dunbar, qui reçoit en outre le titre de comte de  Moray. Comme compensation  Alexandre, est toutefois nommé le 8 octobre 1372 Lieutenant royal au nord du Moray Firth et de l'Inverness-shire au-delà du Moray. Pendant la décennie 1370 il obtient aussi Urquhart de son demi-frère David Stuart, et il acquiert d'autres domaines dans les Grampians et le nord du Perthshire, il est fait shériff d'Inverness. Ses États contrôlent les principales routes qui traversent les Highlands centraux ; et ses offices le rendent responsable du nord de l'Écosse tout entière.

### Comte de Ross
En juin 1382 Alexandre Stuart obtint le comté de Ross qui s'étendait au nord du Moray Firth. Il appartenait de suo jure à la comtesse Euphémie Ire la fille du dernier comte et à son mari, Sir Walter Leslie, l'un des favoris du roi  David II. Robert II déniait cependant au couple le statut de comtesse et de comte et quand Walter meurt en avril 1382, le remariage d'Alexandre avec sa veuve Euphémie est rapidement arrangé avec l'appui de son père. Par contrat de mariage, Euphémie lui concède le pays de Ross pour sa vie durant pendant que le reste de ses domaines, incluant Lewis, Skye, et Dingwall qui sont séparés du comté doivent revenir aux enfants à naitre de leur union. De ce fait  Alexandre Leslie, le fils né du premier mariage d'Euphémie avec Walter Leslie, ne pouvait pas hériter du Ross avant la mort d'Alexandre, et il se trouvait déshérité du reste des possessions de sa mère. Alexandre Stuart ne devient cependant pas comte de Ross en titre mais, comme l'héritage d'Euphémie comprenait  Kingedward en Aberdeenshire, une partie de l'ancien comté de Buchan, le roi Robert II le crée comte de Buchan.

### Opposition et résistance
Après ce mariage qui fait de lui le plus grand détenteur de domaines de l'histoire des  Highlands écossais, Alexander Stuart apparaît au sommet de son pouvoir. Son seul problème important est lié au conflit né de l'opposition permanente d' Alexandre Bur, l'évêque de Moray, commencée par une confrontation à Kingussie en Badenoch en 1380, mais qui semblait s'être apaisée à la fin de 1383.
La cause officielle du conflit est la volonté de l'évêque Bur de maintenir ses terres épiscopales de Badenoch et Strathspey indépendantes des pouvoirs omniprésents d'Alexandre Stuart comme ses prédécesseurs avait rejeté ceux accordés aux précédents comtes de Moray. Une autre raison réside peut-être dans la manière dont Alexandre Stuart exerçait son autorité en s'appuyant comme un seigneur gaélique sur des bandes de guerriers peu disciplinés en provenance des hautes terres de l'ouest de l'Écosse et même d'Irlande afin d'affirmer brutalement son pouvoir local ce qui ne pouvait que provoquer l'hostilité des cités et de l'Église. Ces manières d'agir créent également des antagonismes avec le comte de Moray, l'évêque d'Aberdeen, les parents de Walter Leslie, dont Sir David Lindsay de Glen Esk († 1407), dont les domaines bordaient le Badenoch... Tant que le roi Robert II règne en personne l'opposition à « Alaisdair Mòr Mac an Righ  »  c'est-à-dire « le Grand Alexandre, fils du roi », comme il est dénommé en gaélique écossais, reste muette.
Mais en novembre 1384 le pouvoir exécutif du royaume est saisi par le fils ainé du roi, Jean, comte de Carrick, le futur roi Robert III. Bien que le principal objectif du nouveau pouvoir soit la réactivation de la guerre avec l'Angleterre, le gouvernement de Robert II est fortement critiqué pour l'affaiblissement de la loi et de l'ordre dans le royaume, probablement en relation avec le statut d'Alexandre qui est lui-même attaqué en avril 1385 lors d'un Conseil général par son demi-frère David, pour non-paiement du solde de la cession  d'Urquhart, Sir James Lindsay de Crawford († 1395/1396) , qui réclame le comté de Buchan, et John Dunbar le comte de Moray dont les États sont razziés par les highlanders des domaines d' Alexandre. Le comte Carrick ordonne qu'une force soit envoyée dans le nord pour restaurer l'ordre mais sa priorité est la guerre avec l'Angleterre et rien n'est finalement mis en œuvre. Alexandre Stuart conserve ses domaines et ses offices, et à la fin 1386, son père, peut-être par opposition au comte de Carrick le nomme Justiciar, ou chef de la justice, de l'ensemble de l'Écosse au nord du Firth of Forth.

### Perte d'influence
En novembre 1388, la prise du contrôle du pouvoir royal par le second des fils du roi l'habile Robert Stuart, comte de Fife et futur duc d'Albany porte un coup sévère à sa puissance. Il est démis de son office de Justiciar, et également sans doute de sa Lieutenance et de sa fonction de shériff d'Inverness. À cette époque, la guerre avec l'Angleterre se termine en 1389. Le cas du « Loup de Badenoch » devient une des priorités du gouvernement. Le comte Robert de Fife prend plusieurs mesures à l'encontre des positions de son frère. Il intervient par le biais de son fils Murdoch Stuart qui devient le principal détenteur de domaines dans le nord du Perthshire, qui fait partie de la zone d'influence d'Alexandre. Il nomme ensuite  Murdoch « Justiciar du Nord », et lui constitue un parti de fidèles incluant David Lindsay, puissant autour d'Inverness dans le nord. Il négocie un accord entre l'évêque Alexander Bur et le comte de Moray, qui s'était également querellé avec l'évêque, il encourage enfin Euphémie de Ross à intenter une action contre son mari devant un tribunal ecclésiastique réuni par l'évêque de Moray.
Le mariage d'Alexander est en effet un échec complet : il doit faire face à l'hostilité des représentants de la lignée masculine de la famille d'Euphémie, qui représente la famille dirigeante d'origine du comté de Ross. Il a de plus abandonné son épouse et entretient un concubinage notoire et permanent avec une certaine Mairead, fille de Eachann (ou Eachainn), qui lui donne plusieurs enfants illégitimes dont Alexandre Stuart, plus tard comte de Mar. Le 2 novembre 1389, les évêques lui ordonnent de retourner auprès de son épouse légitime Euphémie. Ils le menacent de prononcer l'annulation de son mariage avec les pertes de territoires que cela induit ce qui pousse Alexandre à capituler, il promet de restituer à Euphémie ses domaines mais il ne tarde pas à envoyer ses hommes d'arme contre elle.

### L'incendie d'Elgin et ses conséquences
Sa reddition semble avoir laissé Alexandre Stuart abattu et humilié. Robert, comte de Fife, retourne au sud ; Le comte de Moray et David Lindsay se rendent en Angleterre et l'évêque Bur reste avec Thomas Dunbar, le fils de Moray et le nouveau shérif d'Inverness, pour protéger ses possessions épiscopales et leurs habitants. Il cesse de payer les redevances qui assuraient sa protection à Alexandre et le défie ouvertement. En avril 1390 le vieux roi Robert II d'Écosse meurt et le combat pour le pouvoir entre le Jean comte de Carrick  héritier du trône et son frère le comte de Fife Robert éclate. Alexandre y voit une occasion de se venger de Bur et du comte de Fife.
Il agit de manière spectaculaire en attaquant d'abord Forres, avec une troupe de guerriers gaéliques sauvages puis le 17 juin 1390 en incendiant Elgin, sans épargner la cathédrale de Moray. L'énormité de cette action est une erreur de calcul complète. À la longue, elle lui apporte une notoriété éternelle, mais dans l'immédiat  elle est la cause de l'effondrement de son pouvoir . L'Église et le pouvoir royal s'unissent contre lui et il est immédiatement excommunié, il doit faire sa soumission devant le roi Robert III,  le comte de Fife et le Conseil royal pour implorer son absolution et donner satisfaction à l'Église de Moray. Il ne sera plus jamais une puissance importante dans le nord bien qu'il conserve ses titres de seigneur de Badenoch et de comte de Buchan, il perd  Urquhart et le comté de Ross. En 1392 Euphémie, dument soutenue par le comte de Fife, intente une action contre lui à la cour pontificale d'Avignon et leur mariage qui est réputé n'avoir produit que « guerres, pilages, incendies volontaires, meurtres et beaucoup d'autres dommages et scandales », est annulé ; le comté de Ross revient à Euphémie elle-même et à sa mort vers 1398 à son fils Alexandre Leslie († 1402) .
Alexander Stewart semble s'être tourné vers les Highlands du sud pendant les 15 dernières années de sa vie. Il intervient dans la baillie d'Atholl en 1402, et est actif à Perth en 1404, et quand il meurt le 20 juin 1405, il est inhumé dans la cathédrale de Dunkeld, où l'on peut encore voir une pierre tombale à son effigie, le représentant en armure complète.
Mais, bien que « Le Loup de Badenoch » soit resté paisible dans ses dernières années, on ne peut en dire autant  de la situation dans les Highlands centrales pendant la même période. Les fils d'Alexandre sont parmi les chefs d'un raid à grande échelle en Angus en 1392, culminant dans une bataille rangée contre les forces menées par Sir David Lindsay, dans lequel le shérif d'Angus est tué. La guerre des clans s'intensifie dans la région d'Inverness-Badenoch, jusqu'à ce qu'elle aboutissent au fameux combat des clans Kay et Qwhele de 30 combattants contre 30 à Perth en septembre 1396 qui curieusement n'implique par « Le Loup » mais David Lindsay de Glen Esk et Thomas comte de Moray.
Plus grave que tout, Alaisdair MacDonald de Lochaber, le fils du Seigneur des Îles, conduit ses guerriers des îles de l'ouest par le Great Glen en Moray, où l'évêque et le comte sont rançonnés par lui comme ils l'étaient par Alexandre Stuart. Ces troubles démontrent que le roi Robert II avait vu juste en estimant que son fils était le seul capable de garder le contrôle sur les Highlands, et que le comte de Fife aurait dû l'appuyer au lieu de se débarrasser de lui. La leçon est ensuite comprise car après 1405 le fils et homonyme du Loup Alexandre comte de Mar, suit les traces de son père et devient le principal agent de la couronne d'Écosse dans le nord . Mais contrairement à ce dernier il sait s'entendre avec les élites locales dominantes afin de maintenir la loi et l'ordre.

### Postérité
Le Loup de Badenoch laisse sept enfants illégitimes nés de diverses concubines :
- Alexandre Stuart comte de Mar
- Andrew Stuart de Sandhauch .
- Duncan Stuart
- James Stuart épouse Janet Menzies, fille et héritière d'Alexandre Menzies de Fothergill
- Walter Stuart
- Robert Stuart
- Margaret Stuart épouse en 1389 Robert comte de Sutherland.

## Sources
- (en) Alexander Grant  « Stewart, Alexander [called the Wolf of Badenoch], first earl of Buchan (c.1345–1405) », Oxford Dictionary of National Biography, Oxford University Press, 2004.
- (en)  John L. Roberts  Lost Kingdoms. Celtic Scotland and the Middle Ages Edinburgh Univesity Press (Edinburgh 1997)  (ISBN 0748609105) p.61, 157-161, 188 , 190-191.
- (en) Stephen Boardman The early Stewart Kings. Robert II and Robert III 1371-1406. John Donald, (Edinburgh 2007)  (ISBN 9781904607687) p.48, 56, 81, 96, 141, 151, 159, 237, 247.